# William Schuster
William Schuster Dornelles da Silva, noto semplicemente come William Schuster (Porto Alegre, 31 maggio 1987), è un ex calciatore brasiliano, di ruolo centrocampista.

## Carriera
Ha giocato nella massima serie dei campionati paraguaiano, venezuelano, brasiliano e qatariota.